# 紐波特座堂
紐波特座堂（英語：Newport Cathedral）是位於英國威爾斯東南部城市紐波特的一座教堂。教堂始建於盎格魯-薩克遜時期。1050年時曾遭到海盜摧毀。1949年時，教堂獲得了完全主教座堂的地位。

## 外部連結

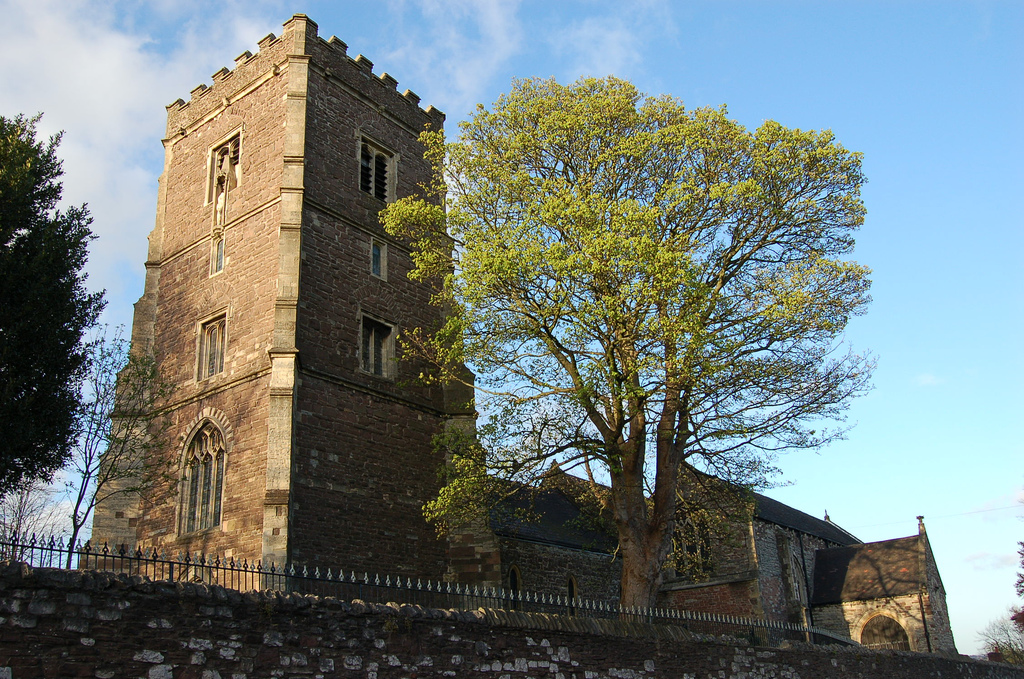

- Church in Wales: Newport Cathedral
- Newport Cathedral Emergency Appeal （页面存档备份，存于）
- Go Britannia Travel Guide

51°34′59″N 2°59′55″W / 51.58306°N 2.99861°W